# 2022 في المغرب
تحتوي هذه المقالة على أهم الأحداث التي شهدتها المغرب في 2022، إضافة إلى أهم الشخصيات المغربية المولودة والمتوفية في هذه السنة.

## الحكم
- الملك: محمد السادس
- رئيس الحكومة: عزيز أخنوش.
- وزير الداخلية: عبد الوافي لفتيت

## الأحـداث
- 4 يناير 2022 - المغرب يُعلن تسجيل أول وفاة بمتحور أوميكرون. (سيدة تبلغ من العمر 67 سنة).[1]
- 5 فبراير 2022 - الديوان الملكي يعلن وفاة الطفل ريان أورام، بعد سقوطه في البئر يوم الثلاثاء 1 فبراير 2022.
- مارس 2022 - وفاة شاب بعد ان حرق نفسه على المباشر في «فيسبوك»، (زكرياء الشويخ نقل إلى مستشفى «ابن رشد» الجامعي بالدار البيضاء«بعدما أضرم النار في نفسه، سببت له حروقا خطيرة استحال معها بقاؤه على قيد الحياة»).[2]
- 31 يوليوز - وفاة امرأتين في شمال المغرب بسبب النيران وحرائق الغابات.[3]
- 16 أغسطس/غشت - وفاة 3 عناصر من الوقاية المدنية بحريق غابة “كابونيكرو” غابة كدية الطيفور بالمضيق.[4]
- 17 أغسطس/غشت - انقلاب حافلة بين خريبكة والفقيه بن صالح يودي بحياة 17 شخصا.[5]
- 16 غشت - مصرع 3 شبان في «مناجم الموت» بجرادة.[6]
- 29 سبتمبر - وفاة 19 شخصا تسمما إثر تناولهم مشروبات كحولية فاسدة بمدينة القصر الكبير شمال المغرب.[7]
- 12 سبتمبر - ثلاث وفيات في حادث اندلاع حريق في أحد أجنحة الحي الجامعي بوجدة.[8]

## رياضة
- فاز نادي الوداد البيضاوي بــ البطولة - الدوري المغربي لكرة القدم 2021–2022.
- فاز نادي النهضة البركانية بــ كأس العرش 2022.
- 20 مايو - نادي النهضة البركانية يُحرز كأس الاتحاد الأفريقي بعد الفوز على أورلاندو بيراتس الجنوب أفريقي بركلات الترجيح 5-4 بعد التعادل 1-1 في الوقتين الأصلي والإضافي، في مدينة أويو النيجيرية.
- 23 يوليوز - هزيمة منتخب المغرب لكرة القدم للسيدات في نهائي كأس أمم أفريقيا لكرة القدم للسيدات 2022 أمام منتخب جنوب أفريقيا لكرة القدم للسيدات ب 2 مقابل 1.
- 8 سبتمبر - إنهزم منتخب المغرب تحت 17 سنة لكرة القدم أمام منتخب الجزائر تحت 17 سنة لكرة القدم بركلات الترجيح في كأس العرب تحت 17 سنة 2022.
- وصول المنتخب المغربي إلى نصف النهائي بكأس العالم قطر كأس العالم 2022 بقطر بعد الصعود من دور المجموعات باحتلاله الصدارة و فوزه على كل من إسبانيا والبرتغال.

## كتب
- كتاب: «القبيلة المغربية: المجال والتاريخ والتراث»، تأليف: مجموعة من الأساتذة الجامعيين والشباب الباحثين حول تاريخ القبيلة المغربية.[9]
- كتاب: «في صناعة الأمل أولويات المشروع والمهام»، للكاتب: عبد السلام بوطيب.[10]
- كتاب: «عين العقل»، للكاتب: محمد الأشعري[11]
- كتاب: «أسرارُ الحكواتي: جماليات الحَكي وذخائر السير الشعبية”»، للكاتب: أسامة خضراوي .[12]
- ترجمة كتاب: «“الغازات السامة ضد عبد الكريم”»، للكاتب: رولف ديتر مولر. للمترجمين عبد المجيد عموري وحسن الغلبزوري.[13]
- كتاب: «“انتفاض ذاكرة”»، للكاتب: المكي التهامي.[14]
- كتاب: «الدين والإعلام: في سوسيولوجيا التحولات الدينية»، للباحث رشيد جرموني.[15]
- كتاب: «جرح في عضو رجل»، للكاتب: أحمد أمل.[16]
- كتاب: «عابر إلى الضباب: يوميات»، للكاتب: عبد الصمد الشنتوف.[17]
- ترجمة كتاب: «مذكرات عبد الكريم” (1921)» الذي وضعه باللغة الفرنسية روجيه ماتيو حوالي سنة 1927، ونقله إلى اللغة العربية الكاتب إسماعيل العثماني.[18]
- ترجمة كتاب: «Morocco That Was المغرب الذي كان»، للكاتب والتر هاريس، ترجمه للعربية الكاتب حسن الزكري.[19]
- رواية: «IRI W BURZ»، باللغة الأمازيغية، للكاتب: موحى ابن ساين.[20]
- ديوان: «مقامات العشق»، للشاعرة: خديجة بلعربي.[21]
- ترجمة كتاب: «مع المولى عبد الحفيظ في فاس: مذكرات صحافي بريطاني في المغرب» للصحفي البريطاني لاورنس هاريس، ترجمه للعربية يونس جنوحي.[22]
- رواية: «بيوت من طين»، للكاتب: حسن بلعربي.[23]
- كتاب: «ئيژنژارن ن ؤوغانيب” (دراسات في الأمازيغية والثقافة) الإسهام في “تلمس الطريق لخدمة هويتنا الجماعية وفي عمقها وصلبها الأمازيغية»، للكاتب: يحيى شوطى.[24]
- كتاب: «المملكة المغربية.. ثنائية الدين والسلطة / مقاربة تاريخية-تحليلية»، للكاتب: عبد اللطيف هسوف.[25]
- كتاب: «سيرة نضال» مذكرات عبد القادر البدوي، الذي كان من مؤسسي المسرح المغربي.[26]
- كتاب: «شيء من حياتي.. ثلاثية الحب والفن»، مذكرات الفنان عبد الوهاب الدكالي.[27]
- كتاب: «مذكرات مستشار للوزير الأول عبد الرحمان اليوسفي.. دروس من تجربة التناوب وما بعدها»، للأستاذ عبد العزيز النويضي.[28]
- كتاب: «تدبير المغاربة للاختلاف، استلهام لأساليب التعايش وقبول الآخر»، للكاتب: كتاب جماعي.[29]
- كتاب: «فكيك.. الواحة المكلومة»، للباحثان حسن احجيج وجمال فزة.[30]
- كتاب: «نخوة مغربية.. الفرس المغربي الأصيل»، للباحثان إدريس القري وعفيفة الحسينات.[31]
- كتاب: «الاستعارة في الخطاب الشعري الأمازيغي الحديث»، للكاتب محمد بوزيد.[32]
- كتاب: «رسائل السجن من عبد القادر الشاوي إلى خناتة بنونة 1976 / 1985»، للكاتب مولاي أحمد صبير الإدريسي.[33]
- ترجمة كتاب: «المعتقدات والطقوس الشعبية للمغاربة قبل مائة عام»، للكاتب سعيد عاهد. (كتاب الطبيبة الفرنسية التي ولدت بالجزائر، زمن استعمارها في القرن التاسع عشر، وزارت المغرب ودونت ملاحظاتها بعنوان “مدونات سفر: رحلة إلى مراكش”.)[34]
- كتاب: «نصوص مغربية محققة في تاريخ العلوم» (دراساتِ وتحقيقات نصوصٍ تعود إلى القرون الثالث عشر والخامس عشر والسادس عشر والسابع عشر والثامن عشر والتاسع عشر للميلاد)، للكاتب إبراهيم الهرامو الخياطي الريفاعي والحسن طالبي.[35]
- كتاب: «L’essentiel de la diplomatie parlementaire»، للكاتب كريم زواق.[36]
- كتاب: «المثقَّف-المُثقِّف»، للكاتب خالد حاجي.[37]
- كتاب: «عشر قصص نجاح.. من الصّفر إلى القمة»، لمؤلفه محجوب بنسعلي.[38]

## مسلسلات
- مسلسلات رمضان 2022 المغربية عل قناة دوزيم
  - التي را التي
  - لمكتوب
  - زنقة السعادة
  - صافي سالينا
- مسلسلات رمضان المغربية رمضان 2022 عل القناة اللولة
  - بنات سي الطاهر
  - كابتن حجيبة
  - لفلوكة
  - بيا ولا بيك
  - نصف لقمر
  - مول لمليح
  - انا وگانتي

## جـوائز
- فاز اللاعب المغربي ياسين بونو، بجائزة «زامورا» التي تُمنح لأفضل حارس مرمى في الدوري الإسباني لكرة القدم، ليصبح أول لاعب من العالم العربي يفوز بالجائزة.[39]
- فاز الدراج المغربي منير مخشون، بالمرحلة الخامسة للنسخة الثامنة عشرة لطواف الكاميرون 2022 للدراجات، والتي ربطت بين لوم وليمبي على مسافة 9ر129 كلم. وقطع مخشون المسافة في توقيت قدره 3 س و35 د و04 ثانية.[40]
- فازت البطلة المغربية خديجة المرضي، بالميدالية الفضية في بطولة العالم للملاكمة النسوية، التي أقيمت بإسطنبول[41]
- نال الشاعر المغربي محمد بنطلحة الجائزة العالمية ميهاي إيمينسكو للشعر لعام 2022، تسلمها خلال حفل نظمته الأكاديمية العالمية ميهاي إيمينيسكو، ضمن فعاليات مهرجان كرايوفا العالمي للشعر برومانيا المنظم ما بين 17 و 22 يونيو 2022.[42]
- تُوّج الممثل المغربي ربيع القاطي بجائزة أحسن ممثل في مهرجان “نجمة كريستال” للفيلم المغربي، المقام ببلجيكا، عن دور “هشام المانشو” في فيلم “النزال الأخير”.
- الفيلم المغربي «أزرق القفطان» يحصد جوائز مهرجان الفرنكوفوني.[43]
- حصد الفيلم المغربي القصير مداد أخير للمخرج يزيد القادري جائزة «بترا لأفضل فيلم متكامل» بالدورة العاشرة لمهرجان الأردن الدولي للأفلام، كما حصل الفيلم على جائزتي بترا لأفضل إخراج وأفضل سيناريو.[44]
- فازت الإعلامية المغربية عزيزة نايت سي بها بجائزة الشيخة فاطمة بنت مبارك، في نسختها السادسة، وذلك ضمن فئة أفضل إعلامي/إعلامية في المجال الرياضي.[45]
- فاز العالم والمهندس المغربي رشيد اليزمي، في مدينة فوكيت بتايلاند، بجائزة الطاقة التي تحمل اسم البروفيسور ستانلي ويتنجهام.[46]
- توجت مدرسة “المختار جزوليت”، التابعة للمديرية الإقليمية بالرباط، اليوم الخميس، بلقب “المدرسة المتميزة”، وذلك ضمن الدورة السادسة من “تحدي القراءة العربي”، المنظم بالإمارات العربية المتحدة.[47]

## وفـيات

إدريس الخوري

عبد الحق الخيام

نور الدين بكر

فتح الله المغاري

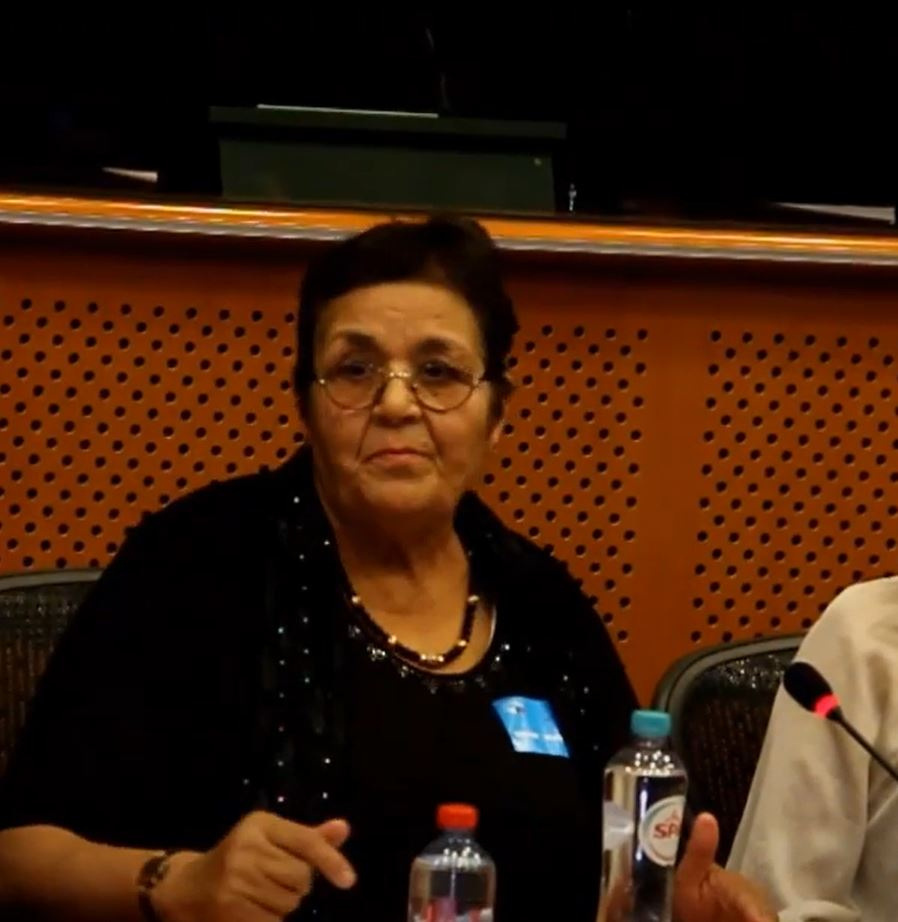
عائشة الشنا

- 6 يناير – عمر دخوش، فنان مغربي من مجموعة تكادة (70 سنة).
- 27 يناير – عبد اللطيف هلال، ممثل مغربي (82 سنة).
- 28 يناير – عبد القادر البدوي، ممثل مسرحي مغربي (88 سنة).
- 28 يناير – عزيزة يحضيه، كاتبة مغربية.
- 5 فبراير – ريان أورام، طفل بئر شفشاون مغربي (5 سنوات).
- 14 فبراير – إدريس الخوري، قاص وصحفي مغربي (83 سنة).
- 15 فبراير – محمد حدو الشيكر، وزير سابق وسياسي مغربي (90 سنة).
- 19 فبراير – الحسين طلال، فنان تشكيلي مغربي (80 سنة).
- 19 فبراير – عبد اللطيف بوعشرين، محامي ونقيب أسبق لهيئة المحاميين.
- 20 فبراير – عبد الرحيم برادة، كاتب ومحامي وناشط سياسي (84 سنة).
- 1 مارس – إبراهيم بوطالب، كاتب ومؤرخ مغربي (84 سنة).
- 9 مارس – محمد الغزواني مفتاح، كاتب ومفكر مغربي (80 سنة).
- 10 مارس – محمد بوعزة (لاعب كرة قدم)، (90 سنة).
- 18 مارس – ماجدة مراحي، مؤثرة مغربية على مواقع التواصل الاجتماعي باسم «مارايا».
- 15 أبريل – رشيدة الحراق، ممثلة مغربية (74 سنة).
- 1 مايو – شمعون ليفي، رئيس الطائفة اليهودية بأكادير (84 سنة).
- 3 مايو – لحسن السكوري، سياسي مغربي (70 سنة).
- 7 مايو – عبد الرحيم الصمدي، ممثل مغربي.
- 17 مايو – محمد الرباع، سياسي هولندي من أصول مغربية (81 سنة).
- مراد لمرابط، مدرب الفنون القتالية المغربي ولاعب نادي فيتيس السابق>
- 4 يوليوز – عمر الوعدودي، جنرال عسكري، المدير السابق للكلية الملكية للدراسات العسكرية.[48]
- 7 يوليوز – عبد السلام بوزيان، كولونيل ماجور، القائد السابق في صفوف القوات الجوية الملكية.[49]
- 11 يوليوز – فاطمة جوطان، ممثلة مغربية.[50]
- 21 يوليوز – وفاة الفنانين يوسف الحنصالي ونعيمة تيتريت، على إثر حادث سير خطير.[51]
- 28 يوليوز – قدور اليوسفي، ضابط شرطة مغربي متهم بخرق حقوق الإنسان.
- 1 أغسطس – محمد عمراني حنشي، عالم مغربي (78 سنة).
- 23 أغسطس – عبد الحق الخيام، مدير المكتب المركزي للأبحاث القضائية التابع للمديرية العامة لمراقبة التراب الوطني (64 سنة).
- 2 سبتمبر – نور الدين بكر، ممثل كوميدي مغربي (70 سنة).
- 3 سبتمبر – فتح الله المغاري، مُطرب مُغني مغربي (82 سنة).
- 11 سبتمبر – حدو جدور، عداء مغربي (73 سنة).
- 15 سبتمبر – الحسين الميلودي، فنان تشكيلي مغربي (77 سنة).
- 16 سبتمبر – موسى الشامي، مؤسس الجمعية المغربية لحماية اللغة العربية.
- 20 سبتمبر – غزلان بنعمر، إحدى متزعمات حركة 20 فبراير (36 سنة).
- 25 سبتمبر – عائشة الشنا، ناشطة اجتماعية مغربية ومدافعة عن حقوق المرأة (82 سنة).
- 6 أكتوبر – حفيظة الحسناوية، مُغنية عيطة مغربية.
- 14 أكتوبر – خديجة البيضاوية، مُغنية عيطة مغربية (69 سنة).
- 24 أكتوبر – عبد الرحمان خيير، برلماني عن فريق الاستقلالي للوحدة والتعادلية.
- 29 نوفمبر – الحسين بوديح، رئيس نادي المغرب أتلتيك تطوان لكرة القدم، خلال سبعينات وثمانينات وتسعينات القرن العشرين.